# Квалификације за Светско првенство у фудбалу 2018 — УЕФА група Ф
Група Ф европских квалификација за Светско првенство у фудбалу 2018. се састојала од 6 репрезентација: Енглеска, Словачка, Шкотска, Словенија, Литванија и Малта.
Репрезентација Енглеске је као првопласирана репрезентација изборила директан пласман на првенство, док Словачка као најлошија другопласирана репрезентација није отишла у бараж.

## Табела
| Легенда                                           |
| ------------------------------------------------- |
| Репрезентација која се квалификује у првом кругу  |
| Репрезентација која иде у бараж након првог круга |

| Табела групе Ф | Табела групе Ф | Табела групе Ф | Табела групе Ф | Табела групе Ф | Табела групе Ф | Табела групе Ф | Табела групе Ф | Табела групе Ф | Табела групе Ф |  |          |          |         |           |           |       |  | Домаћи | Домаћи | Домаћи | Домаћи | Домаћи | Домаћи | Домаћи | Гости | Гости | Гости | Гости | Гости | Гости | Гости |
|                | Репрезентација | И              | Д              | Н              | И              | ДГ             | ПГ             | ГР             | Бод.           |  | Енглеска | Словачка | Шкотска | Словенија | Литванија | Малта |  | И      | Д      | Н      | И      | ДГ     | ПГ     | Бод.   | И     | Д     | Н     | И     | ДГ    | ПГ    | Бод.  |
| 1.             | Енглеска       | 10             | 8              | 2              | 0              | 18             | 3              | +15            | 26             |  | -        | 2:1      | 3:0     | 1:0       | 2:0       | 2:0   |  | 5      | 5      | 0      | 0      | 10     | 1      | 15     | 5     | 3     | 2     | 0     | 8     | 2     | 11    |
| 2.             | Словачка       | 10             | 6              | 0              | 4              | 17             | 7              | +10            | 18             |  | 0:1      | -        | 3:0     | 1:0       | 4:0       | 3:0   |  | 5      | 4      | 0      | 1      | 11     | 1      | 12     | 5     | 2     | 0     | 3     | 6     | 6     | 6     |
| 3.             | Шкотска        | 10             | 5              | 3              | 2              | 17             | 12             | +5             | 18             |  | 2:2      | 1:0      | -       | 1:0       | 1:1       | 2:0   |  | 5      | 3      | 2      | 0      | 7      | 3      | 11     | 5     | 2     | 1     | 2     | 10    | 9     | 7     |
| 4.             | Словенија      | 10             | 4              | 3              | 3              | 12             | 7              | +5             | 15             |  | 0:0      | 1:0      | 2:2     | -         | 4:0       | 2:0   |  | 5      | 3      | 2      | 0      | 9      | 2      | 11     | 5     | 1     | 1     | 3     | 3     | 5     | 4     |
| 5.             | Литванија      | 10             | 1              | 3              | 6              | 7              | 20             | -13            | 6              |  | 0:1      | 1:2      | 0:3     | 2:2       | -         | 2:0   |  | 5      | 1      | 1      | 3      | 5      | 8      | 4      | 5     | 0     | 2     | 3     | 2     | 12    | 2     |
| 6.             | Малта          | 10             | 0              | 1              | 9              | 3              | 25             | -22            | 1              |  | 0:4      | 1:3      | 1:5     | 0:1       | 1:1       | -     |  | 5      | 0      | 1      | 4      | 3      | 14     | 1      | 5     | 0     | 0     | 5     | 0     | 11    | 0     |

## Резултати
| Литванија               | 2:2                         | Словенија               |
| ----------------------- | --------------------------- | ----------------------- |
| Черних 32’ · Сливка 34’ | Детаљи (FIFA) Детаљи (UEFA) | Крхин 77’ · Цесар 90+3’ |

| Словачка | 0:1                         | Енглеска     |
| -------- | --------------------------- | ------------ |
|          | Детаљи (FIFA) Детаљи (UEFA) | Лалана 90+3’ |

| Малта       | 1:5                         | Шкотска                                                  |
| ----------- | --------------------------- | -------------------------------------------------------- |
| Ефијонг 14’ | Детаљи (FIFA) Детаљи (UEFA) | Снодграс 10’, 61’ (пен.) , 84’ · Мартин 53’ · Флечер 78’ |

| Енглеска             | 2:0                         | Малта |
| -------------------- | --------------------------- | ----- |
| Стариџ 29’ · Али 38’ | Детаљи (FIFA) Детаљи (UEFA) |       |

| Шкотска      | 1:1                         | Литванија  |
| ------------ | --------------------------- | ---------- |
| Макартур 89’ | Детаљи (FIFA) Детаљи (UEFA) | Черних 59’ |

| Словенија      | 1:0                         | Словачка |
| -------------- | --------------------------- | -------- |
| Кронаветер 74’ | Детаљи (FIFA) Детаљи (UEFA) |          |

| Литванија                         | 2:0                         | Малта |
| --------------------------------- | --------------------------- | ----- |
| Черних 76’ · Новиковас 84’ (пен.) | Детаљи (FIFA) Детаљи (UEFA) |       |

| Словачка                 | 3:0                         | Шкотска |
| ------------------------ | --------------------------- | ------- |
| Мак 18’, 56’ · Немец 68’ | Детаљи (FIFA) Детаљи (UEFA) |         |

| Словенија | 0:0                         | Енглеска |
| --------- | --------------------------- | -------- |
|           | Детаљи (FIFA) Детаљи (UEFA) |          |

| Енглеска                            | 3:0                         | Шкотска |
| ----------------------------------- | --------------------------- | ------- |
| Стариџ 24’ · Лалана 50’ · Кахил 61’ | Детаљи (FIFA) Детаљи (UEFA) |         |

| Малта | 0:1                         | Словенија  |
| ----- | --------------------------- | ---------- |
|       | Детаљи (FIFA) Детаљи (UEFA) | Вербич 47’ |

| Словачка                                        | 4:0                         | Литванија |
| ----------------------------------------------- | --------------------------- | --------- |
| Немец 12’ · Куцка 15’ · Шкртел 36’ · Хамшик 86’ | Детаљи (FIFA) Детаљи (UEFA) |           |

| Енглеска              | 2:0                         | Литванија |
| --------------------- | --------------------------- | --------- |
| Дефое 22’ · Варди 66’ | Детаљи (FIFA) Детаљи (UEFA) |           |

| Малта        | 1:3                         | Словачка                         |
| ------------ | --------------------------- | -------------------------------- |
| Фаруђија 14’ | Детаљи (FIFA) Детаљи (UEFA) | Вајс 2’ · Грегуш 41’ · Немец 84’ |

| Шкотска       | 1:0                         | Словенија |
| ------------- | --------------------------- | --------- |
| К. Мартин 14’ | Детаљи (FIFA) Report (UEFA) |           |

| Шкотска          | 2:2                         | Енглеска                            |
| ---------------- | --------------------------- | ----------------------------------- |
| Грифитс 87’, 90’ | Детаљи (FIFA) Детаљи (UEFA) | Оксладе-Чемберлејн 70’ · Кејн 90+3’ |

| Словенија                    | 2:0                         | Малта |
| ---------------------------- | --------------------------- | ----- |
| Иличић 45+2’ · Новаковић 84’ | Детаљи (FIFA) Детаљи (UEFA) |       |

| Литванија    | 1:2                         | Словачка              |
| ------------ | --------------------------- | --------------------- |
| Шернас 90+3’ | Детаљи (FIFA) Детаљи (UEFA) | Вајс 32’ · Хамшик 58’ |

| Литванија | 0:3                         | Шкотска                                      |
| --------- | --------------------------- | -------------------------------------------- |
|           | Детаљи (FIFA) Детаљи (UEFA) | Армстронг 25’ · Робертсон 30’ · Макартур 72’ |

| Малта | 0:4                         | Енглеска                                      |
| ----- | --------------------------- | --------------------------------------------- |
|       | Детаљи (FIFA) Детаљи (UEFA) | Кејн 53’, 90+2’ · Бертранд 86’ · Велбек 90+1’ |

| Словачка  | 1:0                         | Словенија |
| --------- | --------------------------- | --------- |
| Немец 81’ | Детаљи (FIFA) Детаљи (UEFA) |           |

| Енглеска                | 2:1                         | Словачка   |
| ----------------------- | --------------------------- | ---------- |
| Дијер 37’ · Рашфорд 59’ | Детаљи (FIFA) Детаљи (UEFA) | Лоботка 3’ |

| Шкотска               | 2:0                         | Малта |
| --------------------- | --------------------------- | ----- |
| Бера 9’ · Грифитс 49’ | Детаљи (FIFA) Детаљи (UEFA) |       |

| Словенија                                              | 4:0                         | Литванија |
| ------------------------------------------------------ | --------------------------- | --------- |
| Иличић 25’ (пен.), 61’ (пен.) · Вербич 82’ · Бирса 90’ | Детаљи (FIFA) Детаљи (UEFA) |           |

| Енглеска   | 1:0                         | Словенија |
| ---------- | --------------------------- | --------- |
| Кејн 90+4’ | Детаљи (FIFA) Детаљи (UEFA) |           |

| Малта     | 1:1                         | Литванија  |
| --------- | --------------------------- | ---------- |
| Агиус 23’ | Детаљи (FIFA) Детаљи (UEFA) | Сливка 53’ |

| Шкотска          | 1:0                         | Словачка |
| ---------------- | --------------------------- | -------- |
| Шрктел 89’ (аг.) | Детаљи (FIFA) Детаљи (UEFA) |          |

| Литванија | 0:1                         | Енглеска        |
| --------- | --------------------------- | --------------- |
|           | Детаљи (FIFA) Детаљи (UEFA) | Кејн 26’ (пен.) |

| Словачка                  | 3:0                         | Малта |
| ------------------------- | --------------------------- | ----- |
| Немец 33’, 62’ · Дуда 70’ | Детаљи (FIFA) Детаљи (UEFA) |       |

| Словенија       | 2:2                         | Шкотска                    |
| --------------- | --------------------------- | -------------------------- |
| Безјак 52’, 72’ | Детаљи (FIFA) Детаљи (UEFA) | Грифитс 32’ · Снодграс 88’ |

## Стрелци
5 голова
| - Хари Кејн | - Адам Немец |

4 гола
| - Лејх Грифитс | - Роберт Снодграс |

3 гола
| - Фјодор Черних | - Јосип Иличић |

2 гола
| - Адам Лалана - Данијел Стариџ - Арвидас Новиковас - Викинтас Сливка | - Владимир Вајс - Марек Хамшик - Роберт Мак - Бењамин Вербич | - Роман Безјак - Кристофер Мартин - Џејмс Макартур |

1 гол
| - Алекс Окслејд-Чејмберлен - Гари Кахил - Дени Велбек - Деле Али - Ерик Дајер - Маркус Рашфорд - Рајан Бертранд - Џејми Варди - Џермејн Дефо | - Алфред Ефјонг - Андреј Агијус - Жан Пол Фаруђија - Јан Грегуш - Јурај Куцка - Мартин Шкртел - Ондреј Дуда - Станислав Лоботка - Боштјан Цесар | - Валтер Бирса - Миливоје Новаковић - Рене Крхин - Рок Кронаветер - Ендру Робертсон - Кристоф Бера - Стивен Флечер - Стјуарт Армстронг |

Аутогол
| - Мартин Шкртел (против Шкотске) | - Миха Мевља (против Словачке) |